# Mackenzie McDonald
Michael Mackenzie Lowe McDonald, född 16 april 1995, är en amerikansk tennisspelare. Han har som högst varit rankad på 48:e plats på ATP-singelrankingen och på 84:e plats på dubbelrankingen.

## Karriär

### 2023
Vid Australiska öppna 2023 vann McDonald den första omgången över landsmannen Brandon Nakashima. I den andra omgången skrällde han sedan och besegrade den toppseedade regerande mästaren Rafael Nadal i tre raka set.